# Ladislau Vass
Ladislau Vass (n. 16 martie 1912, Iratoșu, Arad, România – d. 17 martie 1977, București, România) a fost un  comunist român de etnie maghiară, născut la Arad.
În anul 1932 a devenit membru al PCR. Era de profesie contabil. A fost membru al CC al PMR, membru al Comisiei de Revizie a CC al PMR (1955 - 1974), adjunct al ministrului finanțelor (1957 - 1966). În anul 1957 a devenit vicepreședinte al CSMI. Ladislau Vass a fost căsătorit cu Ghizela Vass și au avut trei copii: Ecaterina, mama lui Bogdan Olteanu, Gheorghe, decedat tânăr și Zoia (n. 1953), emigrată în Statele Unite ale Americii.  Ladislau și Ghizela Vass au fost bunicii lui Bogdan Olteanu. 

## Decorații
- Ordinul Steaua RPR clasa a III-a, 1948
- Ordinul Apărarea Patriei clasa a III-a, 1949[5]
- Ordinul Muncii clasa a III-a (21 august 1954) „pentru merite deosebite pe tărîmul construcției de stat, economice, sociale și culturale, cu ocazia celei de a zecea aniversări a eliberării patriei noastre”[6]
- Ordinul „23 August” clasa a III-a (12 august 1959) „pentru merite deosebite în opera de construire a socialismului”[7]
- Medalia „40 de ani de la înființarea Partidului Comunist din Romînia” (6 mai 1961) „pentru activitate îndelungată în mișcarea muncitorească și merite în opera de construire a socialismului”[8]
- Ordinul Muncii clasa I (18 august 1964) „pentru merite deosebite în opera de construire a socialismului, cu prilejul celei de a XX-a aniversări a eliberării patriei”[9]
- Ordinul „Tudor Vladimirescu” clasa a III-a (30 aprilie 1966) „cu prilejul celei de-a 45-a aniversări de la înființarea Partidului Comunist din România, pentru îndelungată activitate în mișcarea muncitorească și merite deosebite în opera de construire a socialismului”[10]
- Ordinul „23 August” clasa a II-a (4 mai 1971) „cu prilejul aniversării a 50 de ani de la constituirea Partidului Comunist Român, [...] pentru activitate îndelungată în mișcarea muncitorească și merite deosebite în opera de construire a socialismului”[11]